# Pedro Pablo Pérez
Pedro Pablo Pérez Márquez (San Cristóbal, 7 februari 1977) is een Cubaans voormalig wielrenner. Zijn bijnaam was "Pedro Pablo". Hij won vijf keer de Ronde van Cuba en was diverse keren nationaal kampioen. In 2000 nam hij deel aan de Olympische Zomerspelen. Hij kwalificeerde zich ook voor de Spelen van 2008 maar was kort voordien betrokken bij een ernstig ongeval waardoor hij in coma belandde. Pérez was al van plan om na de Olympische Spelen te stoppen met wielrennen.

## Palmares
1999
1e etappe Vuelta al Tachira
2000
Eindklassement Ronde van Cuba
Etappes 5 en 11A Ronde van Cuba
10e etappe Ronde van Uruguay
2001
Eindklassement Ronde van Cuba
Etappes 1, 11A en 12 Ronde van Cuba
Proloog Ronde van Cuba
 Cubaans Nationaal kampioenschap
2002
2e etappe Ronde van Cuba
12e etappe Ronde van Venezuela
2004
Eindklassement Ronde van Cuba
Etappes 1, 2 en 7 Ronde van Cuba
2005
6e etappe Ronde van Venezuela
2006
Vuelta a Cuba
Eindklassement Ronde van Cuba
Etappes 1, 6 en 9 Ronde van Cuba
9e etappe Vuelta a Chiriqui
2e en 9e etappe Ronde van Costa Rica
2007
4e en 5e etappe Ronde van Cuba
2e, 4e en 9e etappe Ronde van Costa Rica
2008
3e etappe Vuelta al Tachira